# ژان الن
ژان الن (انگلیسی: Jan Allan؛ زادهٔ ۷ نوامبر ۱۹۳۴) آهنگ‌ساز، موزیسین جاز، و فیزیک‌دان اهل سوئد است.